# Carlton, Rothwell
Carlton är en by i Leeds i West Yorkshire i England. Byn är belägen 7,3 km 
från Leeds. Orten har 983 invånare (2016). Byn nämndes i Domedagsboken (Domesday Book) år 1086, och kallades då Carlentone.